# 庫茲馬
庫茲馬（斯洛維尼亞語： 發音：[ˈkuːzma]，早期又寫為 Kuzdoblan； 普雷克穆列斯洛維尼亞語：Küzdobljan），是斯洛維尼亞東北部普雷克穆列地區库兹马市镇的一個聚居地及行政中心，位於與奧地利和匈牙利的邊界上。

## 教堂
當地的教堂是獻給聖葛斯默和聖達彌盎，屬於天主教穆爾斯卡索博塔教區。自1964年以來，它一直是一個堂區教堂。它可以追溯到19世紀上半葉，並於1863年投入使用。中殿是根據建築師 Majda Nerima 的計劃從1963年4月28日至當年12月1日建造的。那是教堂第一次用於禮拜。教堂內部由畫家 Lojze Perko 於1964年裝飾，他使用了塗鴉技術。

## 外部連結
- Kuzma at Geopedia （页面存档备份，存于）